# Micropsectra tusimapequea
Micropsectra tusimapequea är en tvåvingeart som beskrevs av Sasa och Suzuki 1999. Micropsectra tusimapequea ingår i släktet Micropsectra och familjen fjädermyggor. Inga underarter finns listade i Catalogue of Life.